# Ponte della cintura di giada
Il ponte della cintura di giada (玉帶橋T, 玉带桥S, Yù Dài QiáoP), chiamato anche ponte Gaoliang o ponte a gobba di cammello, è un ponte luna pedonale del XVIII secolo sito nell'Antico Palazzo d'Estate di Pechino ed è considerato unico nel suo genere per la caratteristica del suo arco.

## Storia
Il ponte è il più noto dei sei ponti siti nel palazzo imperiale vicino al lago Kunming. Venne costruito tra il 1751 e il 1764, durante il regno dell'imperatore Qianlong.

## Descrizione
L'opera è realizzata in marmo e altre pietre bianche. Le rampe del ponte sono scolpite con motivi animali. L'arco unico della struttura ha spazio sufficientemente alto da consentire che la nave-dragone dell'imperatore potesse passarci sotto per collegare il Lago Kumming al vicino fiume Yu.